# Vaen'ga
La Vaen'ga (in russo Ваеньга?) è un fiume della Russia europea, affluente di destra della Dvina settentrionale. Scorre nell'Oblast' di Arcangelo, nel Vinogradovskij rajon.
La sorgente della Vaen'ga si trova in prossimità dello spartiacque della Dvina settentrionale e della Pinega, ad un'altitudine di 201 metri sul livello del mare. Nella parte superiore, la Vaen'ga scorre attraverso il territorio della riserva naturale Klonovskij. Fino al villaggio di Nžhnjaja Vaen'ga ci sono molte rapide. Il percorso del fiume è molto irregolare e cambia spesso direzione. Sfocia nella Dvina Settentrionale a 334 km dalla foce, presso il villaggio di Ust'-Vaen'ga. Ha una lunghezza di 218 km, il suo bacino è di 3 370 km².
Gela da fine ottobre - inizio novembre a fine aprile. I maggiori affluenti sono: Junga (lungo 83 km) proveniente dalla destra idrografica e Nondrus (103 km) dalla sinistra.